# Roncus neotropicus
Espèce
Synonymes
- Roncus balearicus Beier, 1961

Roncus neotropicus est une espèce de pseudoscorpions de la famille des Neobisiidae.

## Distribution
Cette espèce est endémique des îles Baléares en Espagne. Elle se rencontre à Majorque et Ibiza.

## Systématique et taxinomie
Roncus balearicus a été est placée en synonymie par Bellés en 1987.

## Publication originale
- Redikorzev, 1937 : Die erste neotropische Roncus-Art. Entomologisk Tidskrift, vol. 58, p. 146-147.